# ハルトハイム
ハルトハイム (ドイツ語: Hardheim, ドイツ語発音: [ˈhartha‿im]) はドイツ連邦共和国バーデン＝ヴュルテンベルク州ネッカー＝オーデンヴァルト郡に属す町村（以下、本項では便宜上「町」と記述する）。中核地区と8つの地区からなる。

## 地理
ハルトハイムは、エルフ川（またはエルファ川ともいう）がバウラントを削って造られたエルフ渓谷の中程に位置する。ハルトハイムは連邦道B27号線で二分される。ハルトハイム町内の、このバウラントとオーデンヴァルトを分ける境界沿いでは、他に例のない植生を観察できる。町域は一部がネッカータール＝オーデンヴァルト自然公園に含まれる。

### 地区
ハルトハイムは以下の地区からなる。
| 地区                 | 人口（人） | 合併年 |
| -------------------- | ---------- | ------ |
| ハルトハイム         | 4,894      |        |
| シュヴァインベルク   | 725        | 1971年 |
| ゲリヒトシュテッテン | 702        | 1973年 |
| ブレツィンゲン       | 444        | 1971年 |
| エアフェルト         | 304        | 1971年 |
| ドルンベルク         | 84         | 1975年 |
| リューデンタール     | 77         |        |
| リュッチュドルフ     | 60         | 1975年 |
| フォルマースドルフ   | 44         | 1975年 |

## 歴史
現在のこの町域に初めて定住者が現れたのはおそらくケルト時代の事と考えられる。ゲリヒトシュテッテン区にはケルト時代のものとされる防塁跡が遺されている。リーメスは、ハルトハイムの西、わずか数kmの場所に築かれた。この事から、ハルトハイムはローマ帝国のわずかに外側に位置していたことがわかる。ローマ人がバウラントから去った後、アレマン人が侵入し、この地域に定住した。
996年にハルトハイムは皇帝オットー3世の文書中で初めて記録されている。1197年には "Henricus von Hartheim" という人名の記述があり、ハルトハイムに貴族が住んでいたことがわかる。1256年にはハルトハイム教区についての記述が現れる。
ハルトハイムには騎士の城塞が2つあり、それぞれ1324年と1326年に最初の記録がある。騎士ヴォルフ・フォン・ハルトハイムが1561年に建設したハルトハイム城（城館）は、現在、町役場として利用されている。このヴォルフ・フォン・ハルトハイムは1555年にハルトハイムに宗教改革をもたらした人物でもある。
騎士ヴォルフ・フォン・ハルトハイムは1607年に後継者を遺さずに亡くなり、ハルトハイムはヴュルツブルク司教領となり、再びカトリックに戻された。1656年、統治高権が、それまでのマインツ大司教から、ヴュルツブルク司教本部に移された。この時すでにハルトハイムには役所が置かれていた。帝国代表者会議主要決議により、ハルトハイムは1803年にライニンゲン侯領とされ、1806年のその廃止に伴いバーデン大公領に編入された。
1911年、ヴァルデュルンからの路線によりハルトハイムは鉄道網に接続した。これは、周辺住民の多くにとって、職場としてのハルトハイムの地位を強化することとなった。しかし、やがて鉄道は廃止されてしまった。
1961年にアメリカのミサイル防衛部隊がハルトハイムに配備され、1966年にはカール・シュルツ駐屯地が設けられた。これは、現在もハルトハイム重要な経済因子となっている。

## 人口統計

### 宗教
ハルトハイムの住民の多くはローマ・カトリックの信者である。プロテスタント信者はわずかであるが、ハルトハイムにはプロテスタントの教会組織がある。ハルトハイムには、第三帝国時代まで600年を越える伝統を持つユダヤ教組織が存在していた。

## 行政

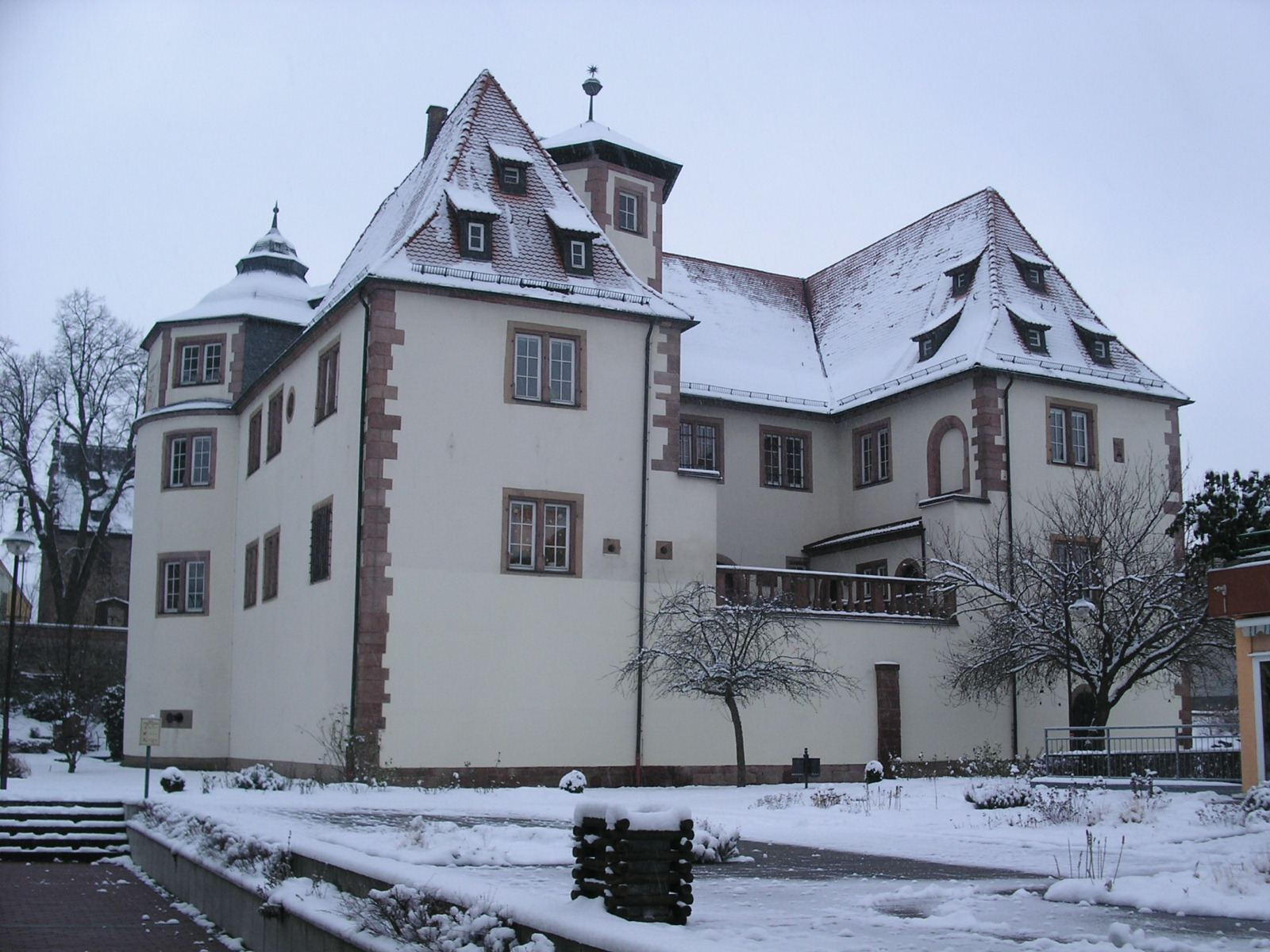
現在は町役場として使われているハルトハイム城

### 議会
この町の議会は19議席からなる。

### 紋章
赤地に銀（白）の六角形の塔を2本持つ教会。それぞれの塔の三角屋根の上には銀の十字架が掲げられている。2つの塔の間に銀（白）の三日月があり、その上に金（黄色）の後光を背負い、青い服を着て、金（黄色）の王冠を着けた聖母。聖母の右手には金（黄色）の笏、左手には金（黄色）の光背を持つ裸の幼児イエスを抱いている。その下側に楕円形の四分割された小紋章が、上半分が教会の入り口に重なる形で配されている。小紋章の左上は、赤と銀（白）で波形に上下二分割。右上と左下は青地に、3つの青いリングを描いた銀（白）の斜め帯。右下は、青地で、赤と白に四分割された旗が、斜めに差し出された金（黄色）の旗竿に付けられている。

### 友好都市
- ミュンチェミアー（スイス、ベルン州）1966年
- Suippes（フランス、マルヌ県）1966年

## 文化と見所

### 建築
町の眺望を印象づけるのは、「エルフタールドーム」と呼ばれる聖アルバン教会である。この建物の基礎は1891年7月12日に造営され、1894年のクリスマスに献堂された。この教会は、1888年11月20日に最後の宗教儀式が行われた後に崩落したゴシック教会の後継建造物である。
現在は町役場として用いられているハルトハイム城や旧十分の一税倉庫であったエルフタールハレを囲む城址公園は、催事広場として利用されている。
町の中心部には、ヴァルター・ホーマン学習センターをはじめ、多くの会社や住居が建築群を形成しており、「エルファパーク」と呼ばれている。
中心部の南側には、かつての城塞跡で、城塞が破壊された後にも保存された主塔である「シュタイネルネ塔」がある。

### 博物館と文化施設
- エルフタールハレと屋根続きのエルファタール博物館
- 基礎学校内の町立博物館
- 司祭館の中にある、カトリック図書館

### 演劇
バーデン・ランデスビューネが年に何度かエルフタールハレで公演を行っている。

### 年中行事
- ヨーゼフ市場（3月中旬）
- 夏祭り（6月中旬）
- ヴェンデリウス市場（10月中旬）
- クリスマス市場（12月の第1週末）

## 経済と社会資本

### 交通
連邦道B27号線（ブランケンブルク (ハルツ) - シャッフハウゼン）が、ハルトハイムを東西に横切り、メインストリートとなっている。この他の交通は、
- 最寄りのアウトバーンのインターチェンジは、アーホルン・インターチェンジ。（ブレツィンゲン方面に15km）
- 最寄りのIC/ICEの駅は、ヴュルツブルク。（シュヴァインベルク方面に約50km）
- 最寄りの国際空港は、フランクフルト空港。（ミルテンベルク方面に約100km）
- ハルトハイムは、ライン＝ネッカー交通連盟に加盟している。

### 地元企業
地元の重要な職場としては、Maschinenfabrik Gustav Eirich（機械製造）、ドイツ連邦軍のカール・シュルツ駐屯地および貯蔵庫がある。

### メディア
- Fränkische Nachrichten（Mannheimer Morgen の地方版）
- Rhein-Neckar-Zeitung

### 軍事
カール・シュルツ駐屯地には、第12高射砲戦車大隊、第300対空ミサイル中隊ならびにハルトハイム衛生センターが配備されている。

### スポーツ・レクリエーション施設
ハルトハイムの南部には、人工的な高台があり、パラグライダーやハンググライダーに利用されている。このため、この人工丘陵はハンググライダー山とも呼ばれる。ここでは毎年、オーデンヴァルト・ハンググライダー選手権が開催されている。

## 人物

### 出身者
- イグナーツ・シュヴィン（1860年 - 1948年）自転車メーカー創始者
- ヴァルター・ホーマン（1880年 - 1945年）宇宙飛行の先駆者

## 引用
1. ↑  Statistisches Landesamt Baden-Württemberg – Bevölkerung nach Nationalität und Geschlecht am 31. Dezember 2023 (CSV-Datei)
2. ↑  Max Mangold, ed (2005). Duden, Aussprachewörterbuch (6 ed.). Dudenverl. p. 389. ISBN 978-3-411-04066-7